# 黑色战争计划
黑色战争计划是美国于二十世纪初制定的一系列的以颜色命名的颜色战争计划之一，为美国在20世纪初计划与德国作战之战争计划。最著名的版本莫过于第一次世界大战期间所设想的应急计划，以防法国沦陷后，德国夺取法国在加勒比海的殖民地，或德国进攻美国东部沿海地区。而美国将在德国可能夺取的加勒比海地区的军事据点附近埋设水雷并派潜艇进行巡逻。1916年，该计划修订，将美国海军的主要舰队集中在新英格兰，并在那里保卫美国免受德国海军之攻击。德国战败后，黑色计划便失去了其重要性。